# Корольов Євген Олександрович
Євген Олександрович Корольов (нар. 1 жовтня 1949, Москва, РРФСР, СРСР) — російсько-німецький піаніст.

## Життєпис
Навчався в Центральній музичній школі у Ганни Артоболевської, брав уроки у Генріха Нейгауза та Марії Юдіної. Закінчив Московську консерваторію, де навчався спочатку у Льва Оборіна, а потім у Льва Наумова. У 1976 р. одружився з македонською піаністкою Люпкою Хаджігеоргієвою та виїхав з СРСР в Югославію. З 1978 р. викладає в Гамбурзькій Вищій школі музики. У 1977 р. став лауреатом Міжнародного конкурсу піаністів імені Клари Хаскіл, завойовував також призи та нагороди на інших міжнародних конкурсах, у тому числі на міжнародному конкурсі ім. І. С. Баха в Лейпцигу, Німеччина (3 премія), Конкурсі піаністів ім. Вана Кліберн в Форт Уорт, США (5 премія), і на Конкурсі піаністів ім. І. С. Баха в Торонто, Канада (3 премія).
Найширше визнання Корольов отримав як виконавець творів Йоганна Себастьяна Баха: в 17-річному віці він виступив в Москві з концертом, під час якого виконав цілком «Добре темперований клавір». Вже в Німеччині він здійснив записи «Добре темперованого клавіру», «Мистецтва фуги», Гольдберг-варіацій та інших творів Баха, які отримали високу оцінку критики та фахівців: Дьордь Лігеті, зокрема, заявив, що якби йому дозволили взяти з собою на безлюдний острів лише одне музичний твір, то він вибрав би Баха у виконанні Королева. Серед інших записів Корольова — «Пори року» Чайковського, твори Гайдна, Шуберта, Дебюссі, Прокоф'єва, Мессіана, Лігеті та ін
Нерідко виступає в дуеті з дружиною (Klavierduo Koroliov).